# Fotodioda
Fotodioda je poluvodički element strukture slične ispravljačkoj diodi. Kućište ima prozorčić kroz koji se može osvjetliti PN-spoj. Za izradu fotodioda upotrebljavaju se germanij i selenij, a najčešće silicij.
Fotodioda se u strujni krug spaja tako da je zaporno polarizirana. Kad je fotodioda neosvijetljena, njome teče vrlo mala tamna struja koju čini reverzna struja (struja manjinskih nosilaca naboja). Ta struja iznosi za silicijske fotodiode nekoliko nanoampera, a za germanijske nekoliko mikroampera. Kad se fotodioda (PN-spoj) osvijetli, reverzna struja se jako poveća (pod utjecajem svjetlosne energije poraste broj slobodnih nosioca naboja). Taj porast struje je kod germanijskih dioda oko 20 puta, a kod silicijskih 100-500 puta.

## Karakteristike fotodioda
- fotoosjetljivost, odnos struje osvjetljene diode i osvjetljenost koja je tu struju prouzročila, izražava se u nA/lx
- valna duljina najveće osjetljivosti, valna duljina za koje fotodioda ima najveću osjetljivost
- iznos tamne struje

## Primjena
Fotodioda kao i fotootpornik može poslužiti za uključivanje tranzistorske sklopke. Fotodioda se u strujni krug spaja tako da je zaporno polarizirana. Tranzistor djeluje kao uključena sklopka kad je dioda neosvijetljena, smanji se njezina vodljivost pa tranzistor više ne dobiva dovoljnu struju da bi bio u zasićenju te djeluje kao isključena sklopka.